# Lundtofte Flyveplads
Lundtofte Flyveplads fungerede som flyveplads, for både militæret og private, fra 1917-56 og lå der hvor 2. kvadrant, på DTU, ligger i dag. En mindeplade blev opsat ved DTU, bygning 204, 14. december 1981, tæt på det sted hvor den oprindelige flyveskolebygning og to hangarer havde stået.

## Historie

### Militærets flyveplads

#### Etableringen
Det var premierløjnant Jeff H. A. Hammelev, som startede det, der blev til Lundtofte Flyveplads. Eftersom der omkring 1916 skulle findes en afløsning til Hærens Flyveskole på Kløvermarken (Christianshavns Fælled), pga. Københavns ekspansion, blev det hans opgave at finde et egnet areal. Hammelev kørte personligt rundt i Københavns omegn, mod vest og nord og vurderede mulige arealer til afløsningen. Hammelev fandt, under sin rekognoscering, tre emner: Ca. 21 tdr. land ved Lundtofte, ca. 14 tdr. land på Karlshøjplateauet og ca. 20 tdr. land vest for Mørkhøjgård. Hammelev selv gik ind for området på 21 tdr. land lige syd for landsbyen Lundtofte. Hans indberetning herom, dateret 11. november 1916, indeholder en udførlig begrundelse for at flytte flyveskolen. Den 5. marts 1917 skriver Krigsministeriet, til Overkommandoen, at de sammen med Rigsdagens finansudvalg, giver deres samtykke til indkøb af et areal på 22 ha. (ca. 40 tdr. land), ved Lundtofte, samt et budget for indkøb og opførelse af bygninger. Dagen efter sendes dette videre til Armeingeniørkommandoen, som skal stå for opførelsen af flyvepladsen.

#### Indvielsen
Den 22. juni 1917 holdtes så en overdragelseshøjtidelighed for Lundtofte Flyveplads. Dette skulle ske ved, at fem maskiner skulle flyve fra Kløvermarken til Lundtofte og senere tilbage igen. Hammelev, der jo var øverste chef for de to flyvepladser, skulle flyve i en svensk produceret Henri Farman. Flyvningen ud til Lundtofte gik glat og man kunne holde festlighederne i fint vejr. Men ikke lang tid efter landingen begyndte det at trække op til torden og Hammelev, der havde et vigtigt møde i byen, begyndte, sammen med en mekaniker, hjemflyvningen for at undgå at blive fanget af vejret. Imidlertid blev Hammelevs fly fanget af vejret ved Ermelunden og styrtede ned, hvorved Hammelev blev dræbt og hans medpassager blev hårdt kvæstet.

#### De første år
Ikke lang tid efter flyvepladsens opførelse forelå der detaljerede planer om en evt. bortsprængning af bygningerne og fjernelse af større opretstående objekter. Disse planer var lagt af Arméingeniørkommandoen i tilfælde af en mobilisering af Københavns Befæstning, pga. 1. verdenskrig. Under denne krig var Sikringsstyrken indkaldt og alle forterne i Befæstningen var bemandede og skulle i tilfælde af krig have frit skudfelt.
I årene efter indvielsen benyttedes flyvepladsen jævnligt som led i øvelser der udgik fra Kløvermarken. Selve udflytningen til flyvepladsen ved Lundtofte skete først 8 år senere. Dette skyldtes først fremmest slutningen af 1. verdenskrig. Fredsslutningen startede en række pacifistiske foreninger bl.a. "Aldrig mere krig". Efter krigen begyndte en omfattende afvikling af mange af anlæggene omkring København og det militære udstyr blev opmagasineret i hangarerne på Lundtofte Flyveplads.

### Civil flyveplads

#### Dansk Luft Rederi
Selve flyvepladsen blev i 1919 udlejet til løjtnant John Foltmann. Denne var via en mellemmand, hr. Markscheffel, blevet kontaktet af den hollandske flykonstruktør Anthony G. Fokker, der efter krigen ledte efter et nyt sted for en flyveskole og fabrik. Sammen med hr. Markscheffel lykkedes det John Foltmann at leje flyvepladsen, men derefter hørte han intet fra Fokker. Senere viste det sig at at Fokker havde fundet en lokalitet i sit hjemland og Foltmann stod nu med en flyveplads hvor den eneste indtægtskilde var salg af hø. Heldigvis kom der en redning. En direktør Henrik Tholstrup havde indkøbt en række flyvemaskiner i Tyskland og manglede nu plads til dem. Foltmann og Tolstrup stiftede sammen A/S Dansk Luft Rederi. Dette nye firma begyndte at arrangere flyveopvisninger og akrobatiske øvelser, efter amerikansk forbillede. Desuden udførte Dansk Luft Rederi skoleflyvning, nedkastning af reklamesedler, taxiflyvning og avisflyvning til provinsen. Da Foltmann havde lejet flyvepladsen havde Krigsministeriet sikret sig imod de manglende bevillinger til militærflyvninger, ved at indføre en passus der sagde: 
| Citat | Den private Flyveskole forpligter sig til at antage enhver tjenestegørende dansk Militærflyver, imod at de hermed forbundne Udgifter til Benzin, Olie og Reparationer godgøres | Citat |
|       | |       |

Det nye firma fik stor succes med sine shows der ikke kun foregik i Lundtofte, men også rundt omkring i landet ofte i forbindelse med andre aktiviteter. Man afholdt mange shows bl.a. et besøg af den franske passagermaskine "Goliath" og et kæmpe luftshow 10. oktober 1919, som fik rosende ord og illustrationer af bl.a. faldskærmsopvisningen med i Dagens Nyheder.

##### Smuglersag og enden på luftrederiet
I 1921 blev luftrederiet og flyvepladsen indviklet i en smugleraffære om danske sølvmønter, der blev smuglet til Sverige, den såkaldte "Sølvudsmuglingsaffære". Tilsyneladende havde smuglerne fløjet mønterne over til Sverige fra Lundtofte Flyveplads. Efter retssager, hvor luftrederiets ledere og medarbejde fik mulighed for at forklare sig, blev firmaet rehabiliteret, som det hed og der blev ikke rejst tiltale mod dem. Efter en ordinær generalforsamling hvor regnskabet ikke blev fremvist og en derfor ekstraordinær generalforsamling, kunne aviserne 28. april 1923 skrive, at luftrederiet var gået konkurs.

### Militæret vender tilbage
I de næste par år skete der intet af nævneværdig betydning på flyvepladsen, men i foråret 1926 begyndte militæret at benytte den og de tilhørende skolebygninger til uddannelse af flyvere. Undervisningen startede på Kløvermarken, der fortsat var hovedkvarter for militærflyvningen.
1. april 1934 flyttedes undervisningen af militære flyvere til den nye Værløse Flyveplads. Lundtofte blev dog stadig benyttet i en årrække specielt til øvning af nødlandinger.

### Atter civil flyveplads
I 1937 lejede et konsortium, med automobilforhandler Chr. Bohnstedt-Petersen i spidsen, Lundtofte Flyveplads af Krigsministeriet for en periode af 20 år. Det nye selskab skulle på flyvepladsen og i en lejet hangar i Kastrup producere amerikanske Taylor Cub-sportsmaskiner på licens fra den amerikanske producent Taylor Aircraft Company. Året efter ændredes navnet til Piper Aircraft, efter at direktøren i USA, William T. Piper, overtog C.G. Taylors andel af firmaet. Det danske selskab skulle kun samle maskinerne og ikke selv producere dem. Det var meningen, at de fleste maskiner skulle gå til eksport. I foråret 1938 havde virksomhedens ingeniør Jack Hedegaard været i USA for at skaffe de første flydele og for at få erfaringer med samlingen af flyene. På denne rejse stillede firmaet en dansk medarbejder, Jan Klint, til rådighed. Klint skulle hjælpe med at få en dansk samlefabrik startet op, et arbejde der tog fem måneder. Samtidig opbyggede man et undervisningsforløb, så evt. købere kunne lære at flyve i maskinerne. Lundtofte blev hjemsted for de klubber, som oprettedes i forbindelse med den nye fabrik. Det drejede sig om "Cub-flyveklubben Activ" og "Sportsflyveklubben".
Udbruddet af 2. verdenskrig satte en stopper for videre undervisningsflyvning pga. benzinrationeringen, mens man stadig kunne få benzin til indflyvningen, da de fleste maskiner skulle eksporteres. Den 9. april 1940 blev dog sidste punktum i virksomhedens samling af maskiner.
OY-ABT, som er en Piper Cub J/3-F-50, er samlet på Lundtofte flyveplads og er stadig flyvedygtig og ejes af Dansk Veteranfly samling i Stauning. Den blev først registreret i 1948 pga. ovennævnte krig.

### Besættelsestiden
Efter tyskernes besættelse havde D.D.L. ikke mange muligheder for ruteflyvning og man opsagde samtlige medarbejdere pr. 1. maj 1940. Flyvemaskinerne blev skilt ad og opmagasineret i interimistiske hangarer, på nær helmetal-maskinen Junkers Ju 52-maskinen "Selandia", der blev opstillet på Lundtofte Flyveplads under åben himmel. Selskabet udarbejde dog hurtigt en plan hvori man genansatte den del af personalet, der efter krigen ville være mest værdifulde når man startede op igen. Derudover lykkedes det for selskabet, i juni 1940, at få dispensation for flyveforbuddet over dansk område, samt tysk koncession, således, at man 24. juni 1940 kunne genåbne trafikken på Berlin-ruten og på Malmø lufthavn og andre ruter fulgte snart efter. Dette betød også at "Selandia" allerede 19. juni kunne hentes fra sit korte eksil fra Lundtofte Flyveplads. Da sejlruten til Bornholm efterhånden blev mere og mere besværlig på grund af minefaren og mangel på olie, sattes alle kræfter ind på at færdiggøre Bornholms Lufthavn, som blev åbnet 16. november 1940. Efter at Kastrup Lufthavn, efter et kæmpe tøbrud i marts 1941, var en stor sø, blev det bestemt at kun Berlin-ruten måtte benytte pladsen efter 7. marts. Allerede den 11. marts lykkedes det dog at få genoptaget Bornholm-ruten, nu fra Lundtofte Flyveplads, med Junkers maskinen, der kunne tåle at stå ude om natten, og fra 12. marts blev også den tyske fragtrute Hamborg-København fløjet fra flyvepladsen. Efter frosten havde forladt jorden, begyndte flyene at skære sig ned i jorden, og da forholdene i Kastrup i mellemtiden var blevet bedre fik D.D.L., efter kun en dags pause, lov til igen at flyve fra Kastrup til Bornholm.
Under krigen spillede flyvepladsen en vigtig strategisk rolle for den tyske besættelsesmagt. I november 1944 angreb modstandsgruppen Holger Danske - efter ordre fra Frihedsrådet - med en styrke på 30 mand vagtmandskabet på flyvepladsen, der bestod af "sommerfolk", for at give det berygtede og frygtede Sommerkorpset en alvorlig advarsel om, at den danske modstandsbevægelse kunne slå hårdt igen. Angrebet blev ledet af kaptajn i Holger Danske Otto Christian Brøndum. Med var også Eigil Skov Jørgensen ('Foss'). Angrebet var meget voldsomt, og i løbet af 15 minutter var samtlige medlemmer af vagtkorpset blevet dræbt af frihedskæmpernes maskinpistoler. Efter angrebet skiltes gruppen ved Hjortekær og cyklede i alle retninger. Tyskerne fik dog etableret vejspærringer, men trods det lykkedes det for alle at undslippe, på nær én, som blev sendt i koncentrationslejr. Han vendte dog uskadt tilbage til Danmark efter krigen.

### Mordet på redaktør Carl Henrik Clemmensen
I 1943 dannede Lundtofte Flyveplads rammen om det meget omtalte mord på redaktør Carl Henrik Clemmensen, som formodentlig blev forøvet af den nu afdøde SS-officer Søren Kam.
Den 30. august 1943 blev Clemmensen opsøgt på sin bopæl på Bellevuevej 7 i Klampenborg af tre Schalburgfolk, Knud Flemming Helweg-Larsen, Søren Kam og Jørgen Jens Valdemar Bitsch. De havde lånt en vogn med en tysk værnemagtschauffør og beordrede Clemmensen til at følge med. Baggrunden var, at han angiveligt dagen forinden, hvor undtagelsestilstanden blev indført, havde fornærmet en tyskorienteret kollega ved navn Nordahl-Petersen på Østerport Station. Først kørte man til Helweg-Larsens hjem i Sorgenfri, tæt ved "Klopstocks eg". Efter en times forhør drog de tre Schalburgfolk med Clemmensen mod den daværende Lundtofte Flyveplads, hvor han blev likvideret ved skud på det sted, der i dag svarer til den østre side af Lundtoftevej ud for DTU mellem Fysikvej og Elektrovej. Efter mordet kørte chaufføren de tre gerningsmænd mod København, idet man efterlod liget i vejsiden. Clemmensens lig blev fundet næste morgen. Lyngby Politi blev tilkaldt og fandt hurtigt ud af, hvem gerningsmændene var, bl.a. på grund af episoden på Østerport Station.

### Militæret tager over

#### Militærpolitiet
I perioden marts til juni 1947 blev det nye danske militærpoliti uddannet på Lundtoftesletten og boede i barakker ved flyvepladsen.

### Den sidste flyvning
Den sidste flyvning, med svævefly, foregik 13. september 1959, ikke længe inden jordarbejdet påbegyndtes som forberedelse til opførelsen af Danmarks Tekniske Højskole (det nuværende DTU). I 1961, da byggeriet af DTH skulle påbegyndes, blev de sidste bygninger revet ned, og de sidste rester af flyvepladsen forsvandt.